# الهجيره صومل (كشر)

تعديل مصدري - تعديل

الهجيره صومل هي إحدى قرى عزلة الحماريين بمديرية كشر التابعة لمحافظة حجة، بلغ تعداد سكانها 94 نسمة حسب تعداد اليمن لعام 2004.